# Château de Montvallat
Le château de Montvallat est un château situé en France sur la commune de Chaudes-Aigues, en région Auvergne-Rhône-Alpes.

## Historique
Maison forte du XIVe siècle, reconstruite au XVIe siècle, attaquée pendant les guerres de Religion et incendiée en 1610. Le château est reconstruit et fortifié dès 1612 par François II, comte de Montvallat.

### Protection
Le château est classé au titre des monuments historiques par arrêté du 8 septembre 2000.

## Description
Le château forme un quadrilatère en granite et pierre de Volvic, avec chemin de ronde à mâchicoulis reliant deux échauguettes. Le logis principal est résidentiel, le reste à usage agricole. Vers 1630, un décor peint italianisant orne l’intérieur : fleurs, fruits, scènes mythologiques et paysages.